# Ravi (cràter)
Ravi és un petit cràter d'impacte situat en la cara visible de la Lluna, en el sector nord-est de l'interior del cràter Alphonsus. Al costat del cràter es troben altres quatre formacions similars: José (a l'est sud-est); Monira (a l'est); Chang-Ngo (al sud-oest); i Soraya (al sud-est).

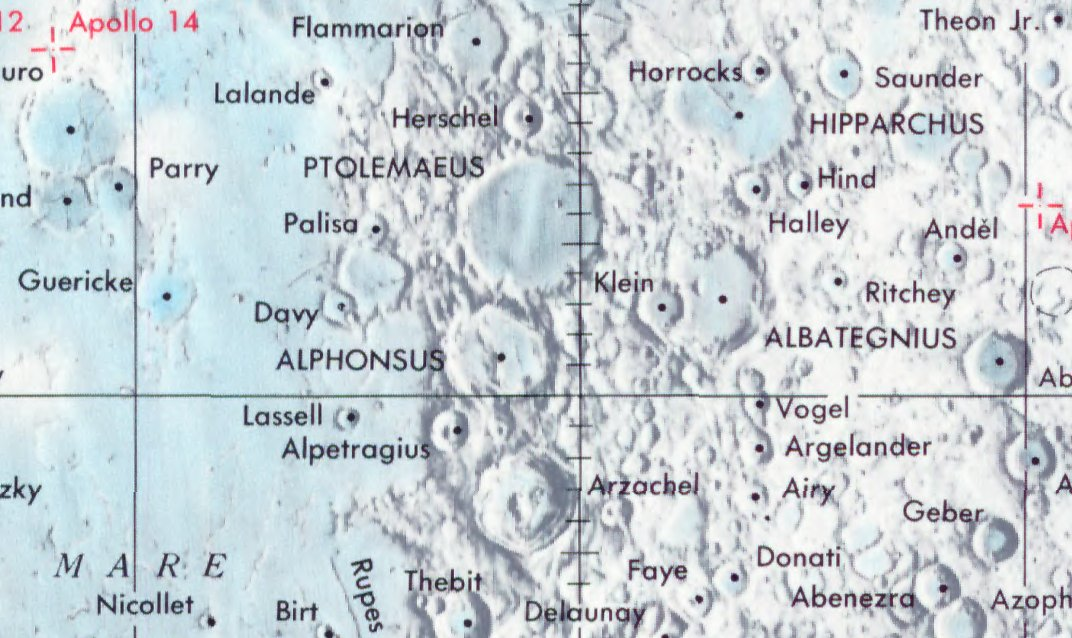
Localització d'Alphonsus (centre de la imatge)

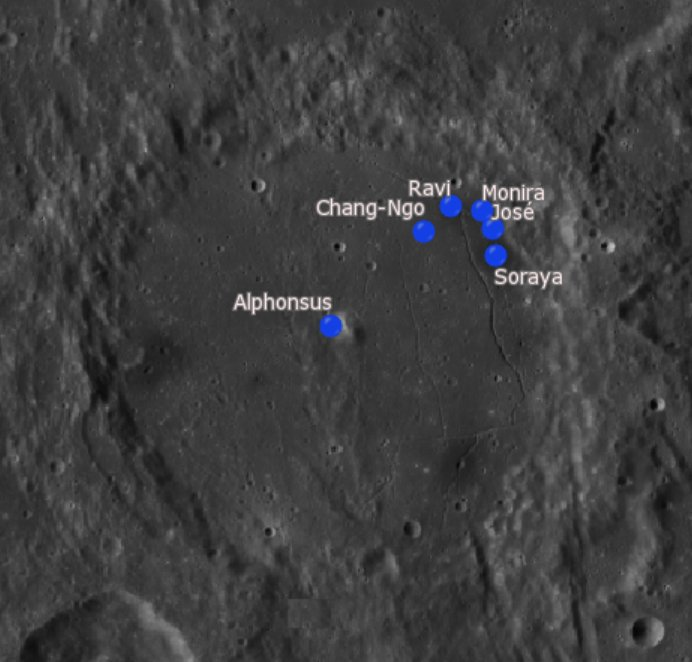
Cràters interiors d'Alphonsus

Té una forma de bol, amb un contorn pràcticament circular. Una de les esquerdes de les Rimae Alphonsus travessa el cràter.

## Denominació
Cinc dels cràters interiors d'Alphonsus posseeixen noms oficials, que procedeixen d'anotacions originals no oficials utilitzades en la fulla 77D3/S1 de la sèrie de mapes Lunar Topophotomap de la NASA. La designació va ser adoptada per la UAI en 1976.

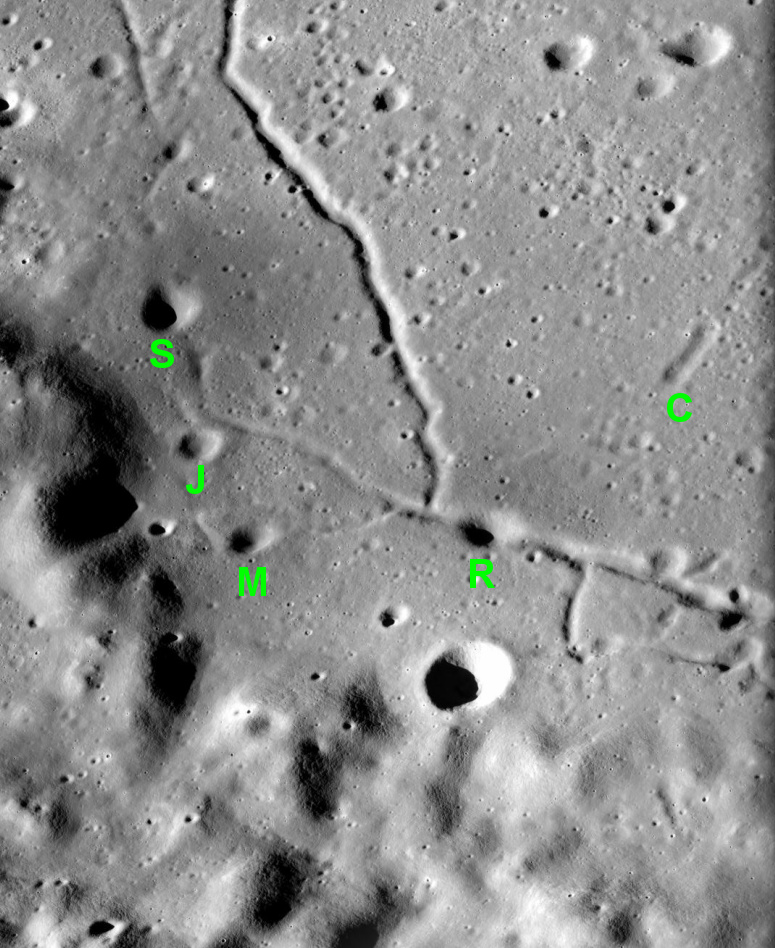
Vista obliqua des de l'Apol·lo 16, mirant al sud. (C=Chang-Ngo, R=Ravi, M=Monira, J=José, S=Soraya.)

### Altres referències
- (WGPSN), IAU Working Group for Planetary System Nomenclature. «Gazetteer of Planetary Nomenclature. 1:1 Million-Scale Maps of the Moon» (en anglès).  UAI / USGS, 13-02-2013. [Consulta: 6 abril 2016].
- Andersson, L. E.; Whitaker, E. A.,. NASA Catalogue of Lunar Nomenclature (en anglès).  NASA RP-1097, 1982.
- Blue, Jennifer. «Gazetteer of Planetary Nomenclature» (en anglès).  USGS, 25-07-2007. [Consulta: 2 gener 2012].
- Bussey, B.; Spudis, P.. The Clementine Atlas of the Moon (en anglès).  Nueva York: Cambridge University Press, 2004. ISBN 0-521-81528-2.
- Cocks, Elijah E.; Cocks, Josiah C.. Who's Who on the Moon: A Biographical Dictionary of Lunar Nomenclature (en anglès).  Tudor Publishers, 1995. ISBN 0-936389-27-3.
- McDowell, Jonathan. «Lunar Nomenclature» (en anglès).   Jonathan's Space Report, 15-07-2007. [Consulta: 2 gener 2012].
- Menzel, D. H.; Minnaert, M.; Levin, B.; Dollfus, A.; Bell, B. «Report on Lunar Nomenclature by The Working Group of Commission 17 of the IAU» (en anglès). Space Science Reviews, 12, 1971, pàg. 136.
- Moore, Patrick. On the Moon (en anglès).  Sterling Publishing Co, 2001. ISBN 0-304-35469-4.
- Price, Fred W. The Moon Observer's Handbook (en anglès).  Cambridge University Press, 1988. ISBN 0521335000.
- Rükl, Antonín. Atlas of the Moon (en anglès).  Kalmbach Books, 1990. ISBN 0-913135-17-8.
- Webb, Rev. T. W.. Celestial Objects for Common Telescopes, 6ª edición revisada (en anglès).  Dover, 1962. ISBN 0-486-20917-2.
- Whitaker, Ewen A. Mapping and Naming the Moon (en anglès).  Cambridge University Press, 2003. 978-0-521-54414-6.
- Wlasuk, Peter T. Observing the Moon (en anglès).  Springer, 2000. ISBN 1-85233-193-3.